# Iaquira viridis
Iaquira viridis är en skalbaggsart som beskrevs av Maria Helena M. Galileo och Martins 2001. Iaquira viridis ingår i släktet Iaquira och familjen långhorningar. Inga underarter finns listade i Catalogue of Life.